# آوانگارد متال
آوانگارد متال (انگلیسی: Avant-garde metal) یا اکسپریمنتال متال (انگلیسی: Experimental metal) زیرشاخه‌ای از موسیقی هوی متال است که با استفاده از تجربیات و عناصر خلاقانه و آوانگارد، از جمله صداها، سازها، ساختار آهنگ، سبک‌های نوازندگی و تکنیک‌های آوازی غیر استاندارد و غیر متعارف تعریف شده است. آوانگارد متال تحت تأثیر پراگرسیو راک و اکستریم متال، به ویژه دث متال است و ارتباط نزدیکی با پراگرسیو متال دارد.